# Kevin Killian
Kevin Killian (Smithtown, 24 de dezembro de 1952 – São Francisco, 15 de junho de 2019) foi um poeta, autor, editor e dramaturgo norte-americano, principalmente de literatura LGBT. My Vocabulary Did This to Me: The Collected Poetry of Jack Spicer, que ele coeditou com Peter Gizzi, ganhou o American Book Award for Poetry em 2009.
Killian também foi cofundador do Poets Theater, um influente grupo de poesia, palco e performance sediado em São Francisco, bem como do movimento New Narrative em São Francisco, que incluía figuras como Robert Glück, Bruce Boone, Kathy Acker, Dennis Cooper e mais.

## Primeiros anos e carreira
Kevin Killian nasceu em 24 de dezembro de 1952, em Smithtown, Nova Iorque. Ele foi criado como católico romano e frequentou uma escola paroquial católica romana dirigida por frades franciscanos. Ele discutiu essas experiências em um ensaio na obra editada Wrestling with the Angel. Ele também foi campeão do concurso de soletração da cidade de Nova Iorque. Ele frequentou a Universidade Fordham e a pós-graduação na Universidade Stony Brook na década de 1970.
Killian mudou-se para São Francisco em 1980. Um ano depois, em 1981, ele conheceu a colega autora Dodie Bellamy. O casal, ambos bissexuais, foram casados por 34 anos.
Killian admirava o trabalho de JT LeRoy (que mais tarde seria revelado como o pseudônimo e persona da autora Laura Albert) e realizou leituras públicas do trabalho de LeRoy em 2000.
Como romancista iniciante, Killian empatou em primeiro lugar no concurso de má escrita "Hamming Up Hammett" Dashiell Hammett em São Francisco em 1988. A autora Dodie Bellamy o apresentou como um personagem parcialmente fictício em seu romance de vampiros The Letters of Mina Harker. Sua poesia apareceu na antologia The Best American Poetry 1988, na revista Discontents e na antologia Good Times: Bad Trips. Killian certa vez baseou um volume de poesia na obra do diretor de filmes de terror Dario Argento (motivado a fazê-lo como uma resposta à epidemia de AIDS). Killian também ajudou o autor Alvin Orloff a polir capítulos de seu romance Gutterboys. O famoso autor Edmund White descreveu seu trabalho como "uma espécie de casualidade americana mandarim que é peculiar a (...) escritores da Costa Oeste (...) uma escola de estilistas refinados, mas enganosamente improvisados". O Village Voice chamou My Vocabulary Did This to Me: The Collected Poetry of Jack Spicer, que ele coeditou com Peter Gizzi, de "editado impecavelmente". O trabalho também foi muito elogiado pelo The New York Times.
A coleção de contos eróticos gays de Killian de 2009 , Impossible Princess, ganhou o Prêmio Literário Lambda de Erotismo Gay. A primeira história da coleção, "Young Hank Williams", foi escrita com o escritor cult canadense Derek McCormack. A coleção foi inspirada no álbum de mesmo nome de Kylie Minogue e, por sua vez, inspirou a composição para piano de Conrad Tao "All I Had Forgotten or Tried To".
Killian foi fundador e ex-diretor da Small Press Traffic. Ele também editou o zine de poesia Mirage.
Killian morreu de câncer em 15 de junho de 2019.

## Influência e LGBT na poesia
O interesse de Killian pelo teatro surgiu no início da década de 1980, quando viu peças experimentais de Carla Harryman. Harryman e Tom Mandel posteriormente o escalaram para sua peça Fist of the Colossus. Ele foi cofundador do Poets Theater em São Francisco, e atuou e escreveu peças para o grupo. Em 2001, ele havia escrito 31 peças. Ele foi coautor da peça de arte performática The Red and the Green em 2005 com a diretora de fotografia Karla Milosevich. Em 2009, Killian e David Brazil coeditaram uma coleção de peças do Poets Theater, The Kenning Anthology of Poets Theatre: 1945–1985.
Killian também foi ativo em chamar a atenção para importantes artistas e escritores LGBTQ das décadas de 1960, 1970 e 1980. Ele realizou leituras de poesia de um grande número de poetas e escritores influentes e participou de vários painéis, instalações de arte, retrospectivas e memoriais. Por exemplo, em 2008, ele foi um dos palestrantes de destaque na conferência "Poesia da década de 1970" da Universidade do Maine. Ele e o artista Colter Jacobsen também ajudaram a organizar uma homenagem ("Kiki: The Proof Is in the Pudding") à Kiki Gallery, uma influente galeria de arte em São Francisco na década de 1980 que apresentava o trabalho de artistas LGBTQ.

## Obras publicadas

### Coletâneas de contos e poesias
- Little Men (em inglês). [S.l.]: Hard PressInc. 1996. ISBN 9781889097015
- Argento series (em inglês). [S.l.]: Krupskaya. 2001. ISBN 9781928650102
- I Cry Like a Baby (em inglês). [S.l.]: Painted Leaf Press. 2001. ISBN 9781891305665
- Action Kylie (em inglês). [S.l.]: In Girum Imus Nocte Et Consumimur Igni. 2008. ISBN 9781934639009
- Impossible Princess (em inglês). [S.l.]: City Lights Publishers. 2009. ISBN 9780872865280
- Tweaky Village (em inglês). [S.l.]: Wonder. 2014. ISBN 9780989598521
- Tony Greene Era (em inglês). [S.l.]: Wonder. 2017. ISBN 9780989598576

### Romances
- Shy (em inglês). [S.l.]: Crossing Press. 1989. ISBN 9780895943484
- Bedrooms Have Windows (em inglês). [S.l.]: Amethyst Press. 1989. ISBN 9780927200011
- Arctic Summer (em inglês) 1st Hard Candy ed. New York: Hard Candy Books. 1997. ISBN 9781563335143
- Spreadeagle (em inglês). Portland, Oregon: Publication Studio. 2012. ISBN 9781935662099

### Biografias
- Poet Be Like God (em inglês, co-escrito com Lewis Ellingham; Wesleyan University Press, 1998) ISBN 9780819553089

### Trabalhos editados
- The Wild Creatures de Sam D'Allesandro (Suspect Thoughts Press, 2005)ISBN 9780976341116
- My Vocabulary Did This to Me: The Collected Poetry of Jack Spicer (em inglês, coeditado com Peter Gizzi; Wesleyan University Press, 2008) ISBN 9780819570901
- The Kenning Anthology of Poets Theater: 1945-1985 (em inglês, coeditado com David Brazil; Kenning Editions, 2010) ISBN 9780976736455
- Writes Who Love Too Much: New Narrative Writing 1977-1997 (em inglês, coeditado com Dodie Bellamy; Nightboat Books, 2017) ISBN 9781937658656

### Peças
- Stone Marmalade (em inglês, co-escrito com Leslie Scalapino; Singing Horse Press, 1996) ISBN 9780935162165
- Often  (em inglês, co-escrito com Barbara Guest; Kenning Editions, 2001) ISBN 9780015263423
- Island of Lost Souls (em inglês, Nomados, 2004) ISBN 9780973152142